# Jiewen (köpinghuvudort i Kina, Liaoning Sheng, lat 40,71, long 123,01)
Jiewen (kinesiska: 接文, 接文镇) är en köpinghuvudort i Kina. Den ligger i provinsen Liaoning, i den nordöstra delen av landet, omkring 130 kilometer söder om provinshuvudstaden Shenyang. Antalet invånare är 22 447. Befolkningen består av 10 834 kvinnor och 11 613 män. Barn under 15 år utgör 16,0 %, vuxna 15-64 år 72 %, och äldre över 65 år 10,0 %.
Runt Jiewen är det tätbefolkat, med 397 invånare per kvadratkilometer. Närmaste större samhälle är Ximu, 8,5 km väster om Jiewen. Omgivningarna runt Jiewen är en mosaik av jordbruksmark och naturlig växtlighet.
Genomsnittlig årsnederbörd är 1 131 millimeter. Den regnigaste månaden är juli, med i genomsnitt 319 mm nederbörd, och den torraste är januari, med 9 mm nederbörd.